# Вічита (округ, Техас)
Шаблон:StateAbbr_ 33°59′ пн. ш. 98°43′ зх. д. / 33.99° пн. ш. 98.71° зх. д.
Округ Вічита (англ. Wichita County) — округ (графство) у штаті Техас, США. Ідентифікатор округу 48485.

## Історія
Округ утворений 1858 року.

## Демографія
За даними перепису 2000 року загальне населення округу становило 131664 осіб, зокрема міського населення було 122186, а сільського — 9478. Серед мешканців округу чоловіків було 67061, а жінок — 64603. В окрузі було 48441 домогосподарство, 32902 родин, які мешкали в 53304 будинках. Середній розмір родини становив 3,04.
Віковий розподіл населення поданий у таблиці:
| Стать    | До 15 років | 15-21 | 22-29 | 30-39 | 40-49 | 50-65 | 65-85 | Понад 85 |
| -------- | ----------- | ----- | ----- | ----- | ----- | ----- | ----- | -------- |
| Чоловіки | 13984       | 10130 | 8508  | 10187 | 9325  | 8172  | 6217  | 538      |
| Жінки    | 13440       | 7275  | 6898  | 9028  | 8994  | 9005  | 8502  | 1461     |

## Суміжні округи
- Тіллман, Оклахома — північ
- Коттон, Оклахома — північний схід
- Клей — схід
- Арчер — південь
- Бейлор — південний захід
- Вілбаргер — захід

## Персоналії
- Карл Міллер (1893-1979) — американський кіноактор.

## Виноски
1. ↑  U.S. Decennial Census. United States Census Bureau. Архів оригіналу за 19 липня 2018. Процитовано 12 травня 2015.
2. ↑  Texas Almanac: Population History of Counties from 1850–2010 (PDF). Texas Almanac. Архів оригіналу (PDF) за 26 лютого 2015. Процитовано 12 травня 2015.
3. ↑  State & County QuickFacts. United States Census Bureau. Архів оригіналу за 23 серпня 2011. Процитовано 29 грудня 2013.(англ.) Наведено за англійською вікіпедією.
4. ↑  American FactFinder. Бюро перепису населення США. Архів оригіналу за 21 травня 2008. Процитовано 31 січня 2008.

| США | Це незавершена стаття з географії США. Ви можете допомогти проєкту, виправивши або дописавши її. |